# Zlínské referendum o vodě
Zlínské referendum o vodě bylo místním referendem konaným ve statutárním městě Zlíně ve dnech 2.-3. října 2020, ve kterém se občané Zlína vyslovovali v otázce dalšího směřování modelu zdejšího vodárenství.

## Přípravná fáze
Návrhový výbor, tvořený zakládajícími členy spolku Aliance Voda Zlínsku, dne 14. ledna 2019 předložil zastupitelstvu města Zlína svůj Návrh na konání místního referenda na území statutárního města Zlína podepsaný více než 10 % občanů Zlína, což vyhovuje náležitostem obsaženým v ust. § 8 odst. 2 zákona č. 22/2004 Sb., o místním referendu. Svůj návrh výbor odůvodňoval nespokojeností občanů Zlína se stávajícím provozním modelem hospodaření s pitnou vodou a odpadními vodami, který v roce 2004 schválili tehdejší zastupitelé Zlína. Provozní model byl dle návrhu nevýhodný pro odběratele vodohospodářských služeb na Zlínsku, neboť společnost Vodovody a kanalizace Zlín, a.s., starající se o vodohospodářskou infrastrukturu, nemají z nájmu těchto struktur, pronajímaných společnosti Moravská vodárenská, a.s., dostatečný zdroj financování na prostou obnovu vodohospodářské infrastruktury a na další potřebné investice.
Jelikož zastupitelstvo města na svém zasedání uskutečněném dne 7. února 2019 schválilo nevyhlášení místního referenda na základě podaného návrhu, neboť podle jeho názoru nelze o takto navržených otázkách místní referendum konat, konkrétně proto, že otázky jsou v rozporu s právními předpisy nebo by s nimi mohlo být v rozporu rozhodnutí v místním referendu, obrátila se svým návrhem na Krajský soud v Brně. Ten svým usnesením ze dne 20. prosince 2019 návrhu návrhové komise částečně vyhověl a vyhlásil konání místního referenda společně s volbami do krajského zastupitelstva.

## Výsledek referenda
V místním referendu konaném dne 2.-3. října 2020 tak občané Zlína vyjadřovali svůj názor na otázku: „Souhlasíte s tím, aby statutární město Zlín při výkonu své samostatné působnosti nepokračovalo ve stávajícím provozním modelu provozování vodohospodářské infrastruktury, kdy je tato infrastruktura pronajímána společnosti Moravská vodárenská a.s.?“ V referendu hlasovalo celkem 23 207 osob, což odpovídá volební účasti ve výši 38,32 %. Výrazná většina voličů, konkrétně 18 874 (81,33 %), zvolilo odpověď ANO. Referendum tedy splnilo všechny zákonem požadované podmínky a bylo tak platným. I přes skutečnost, že výsledek referenda měl pro vedení statutárního města Zlína pouze poradní povahu, vedení přislíbilo učinit příslušné kroky respektující názor většiny.